# Luis Monti
Luis Monti, född 15 maj 1901, död 9 september 1983, var en argentinsk-italiensk fotbollsspelare och fotbollstränare. Han är en av få spelare som tagit medalj i två VM-turneringar för två olika länder, i VM 1930 för Argentina och i VM 1934 för Italien.

## Karriär

### Argentina
Monti påbörjade sin karriär som tjugoåring i CA Huracán där han blev argentinsk mästare för första gången. Han flyttade året därpå till Boca Juniors, men innan han hade spelat någon match för dem hade han återigen bytt klubb. Den här gången blev det CA San Lorenzo de Almagro där han blev argentinsk mästare ytterligare tre gånger.
Monti debuterade i det argentinska landslaget 1924. Han var med när Argentina vann Copa America 1927 och när de tog silver i OS 1928 i Amsterdam. Monti var sedan en av nyckelspelarna när Argentina relativt enkelt tog sig genom till finalen i VM 1930 genom att besegra Frankrike, Mexiko och Chile i gruppspelet och USA i semifinalen. Finalen förlorade dock Argentina mot värdnationen Uruguay med 4-2.

### Italien
År 1931 flyttade Monti till Italien och Juventus FC. Med Juventus blev han italiensk mästare fyra år i rad (1932-1935). Totalt spelade han 225 matcher för Juventus och han gjorde totalt tjugo mål.
Monti blev på grund av sina italienska rötter inbjuden att representera Italien i landslagssammanhang istället för Argentina. Han deltog i den italienska VM-truppen i VM 1934 i Italien där han och det italienska landslaget nådde VM-finalen där de fick möta Tjeckoslovakien. Italien vann finalen med 2-1 och Monti fick till slut ett VM-guld.

## Efter fotbollskarriären
Efter sin karriär som fotbollsspelare blev Monti tränare för ett flertal olika lag i både Italien och Argentina.